# British Rail 307 sorozat

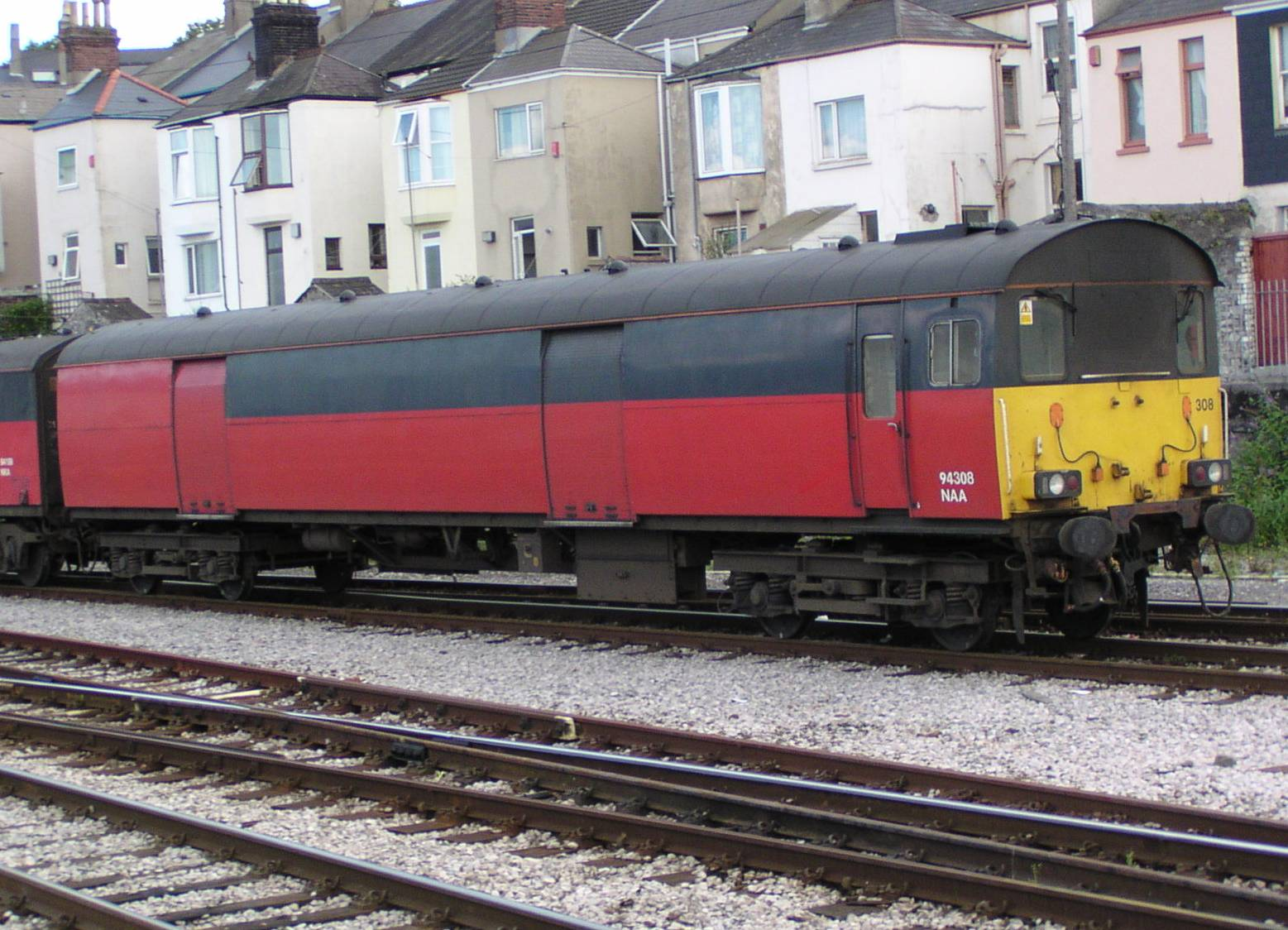
Postai szolgálatra átalakított 307-es

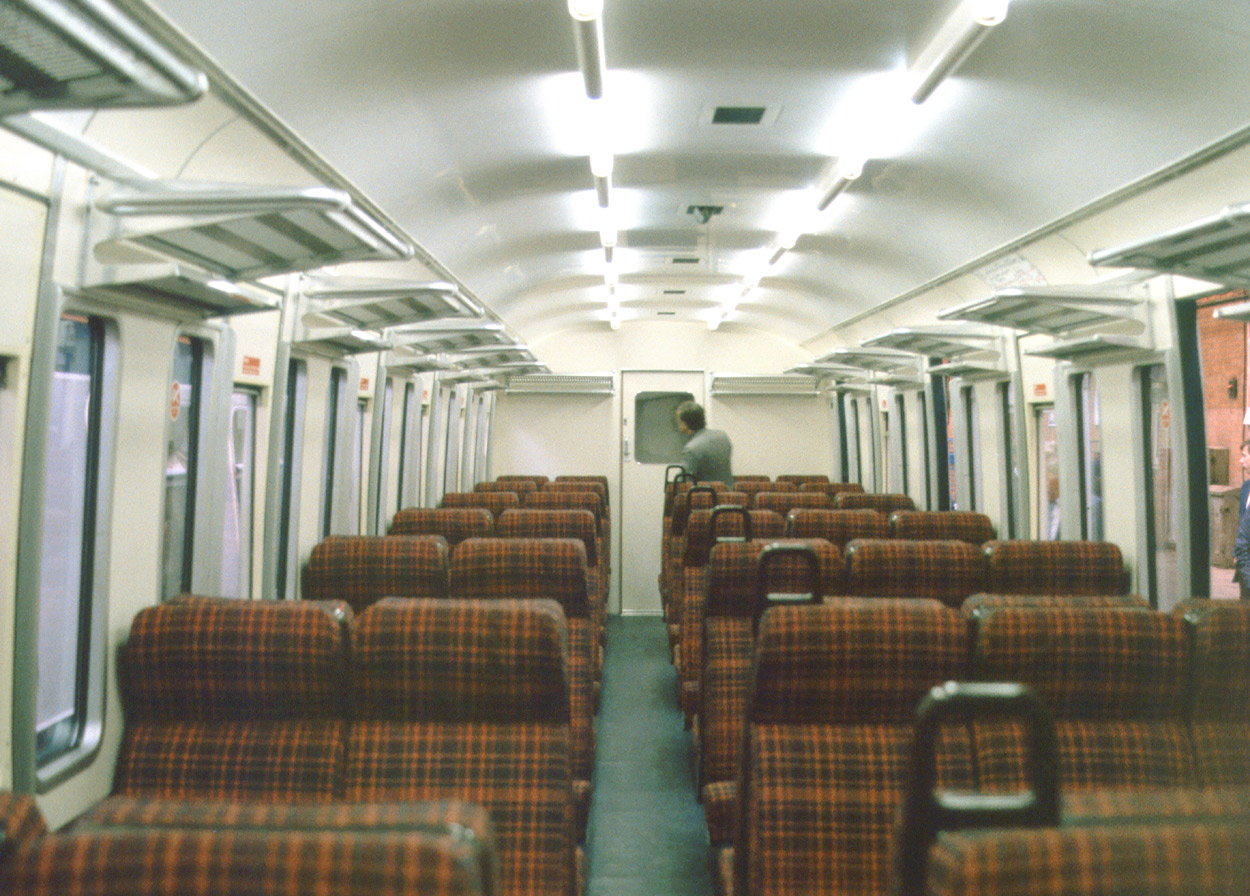
Utastér

A British Rail 307 sorozat, korábbi nevén az AM7 sorozat, egy angol 25 kV 50 Hz-es váltakozó áramú négyrészes villamosmotorvonat-sorozat volt. 1953 és 2000 között volt forgalomban. A BR Eastleigh Works összesen 32 motorvonatot gyártott 1954 és 1956 között. A szerelvények az akkoriban újonnan villamosított Great Eastern Main Line vonalra kerültek. Az 1990-es években a sorozat néhány járművét átalakították postai szolgálatra. Ekkor korszerűsítették a vezetőállást és megszüntették az oldalsó ablakokat. Ezek neve  Propelling Control Vehicles, röviden PCV lett.
A 2000-ben történt selejtezés után összesen három db-ot őriztek meg a sorozatból.

## Postai átalakítások

### Javasolt 300 sorozat
A 300 sorozatot a csomagszállító villamos motorvonatok tervezett flottájához rendelték, amelyeket a korábbi 307 sorozatú egységekből alakítottak volna át.
Az 1990-es évek elején a 307 sorozatú személyszállító motorvonatokat kivonták a forgalomból. Ezzel egy időben a British Rail csomagszállító ágazata, a későbbi Rail Express Systems, olyan csomagszállító motorvonatokat keresett, amelyek üzemeltetése költséghatékonyabb lett volna, mint az akkoriban használt mozdonyvontatású járműveké. Az egyik javaslat az volt, hogy a szükséglet kielégítésére alakítsanak át néhány 307 sorozatú egységet, ahogyan azt négy hasonló 302 sorozatú egységgel is tették, ezért több 307 sorozatú motorvonatot félretettek és tároltak ennek a lehetőségnek a figyelembevételével.
A járművek kora és kialakítása azonban ellenük szólt, és inkább új járművek építése mellett döntöttek, amelyekből a British Rail 325 sorozat lett.